# Аракатака
Аракатака (на испански: Aracataca) е град на брега на едноименната река в Колумбия. Основан е в 1885 година, а населението му е 36 594 души. Намира се в департамента Магдалена, на 88 километра от Санта Марта.
Известен е най-вече като родното място на Нобеловия лауреат, световноизвестния писател и общественик Габриел Гарсия Маркес.

Градът е с тропически климат. Основният поминък на населението е земеделието, производството на ориз, памук, захар, банани, домати и други.